# ناوچه آب‌خاکی کلاس هنگام

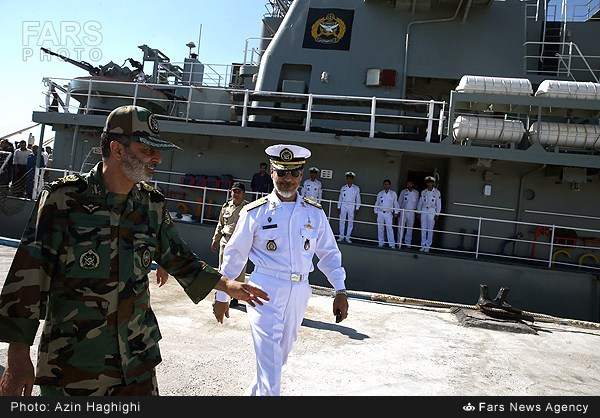
حبیب‌الله سیاری و سید عبدالرحیم موسوی بر روی عرشه شناور لاوان

هنگام، یک کلاس ناو آبی‌خاکی است که برای حمل نیرو استفاده می‌شود و قابلیت نشست و برخاست هلیکوپتر را نیز دارد. این ناو توسط شرکت کشتی‌سازی یارو انگلستان ساخته شده‌است و در اختیار نیروی دریایی ارتش ایران است.

## شناورهای این کلاس
از این کلاس چهار کشتی با نام‌های هنگام، لارک، تنب و لاوان ساخته شده‌است.
| کشتی  | ارجاع نام                 | شماره بدنه | شروع مونتاژ  | به‌آب‌اندازی      | ورود به خدمت   | وضعیت       |
| ----- | ------------------------- | ---------- | ------------ | --------------- | -------------- | ----------- |
| هنگام | جزیره هنگام               | ۵۱۱        | اواخر ۱۹۷۲   | ۲۹ سپتامبر ۱۹۷۳ | ۱۲ اوت ۱۹۷۴    | در حال خدمت |
| لارک  | جزیره لارک                | ۵۱۲        | ۱۹۷۳         | ۷ می ۱۹۷۴       | ۱۲ نوامبر ۱۹۷۴ | در حال خدمت |
| تنب   | جزایر تنب بزرگ و تنب کوچک | ۵۱۳        |              | ۲۷ فوریه ۱۹۷۹   | ۲۱ فوریه ۱۹۸۵  | در حال خدمت |
| لاوان | جزیر لاوان                | ۵۱۴        | ۶ فوریه ۱۹۷۸ | ۱۶ دسامبر ۱۹۷۹  | ۱۶ ژانویه ۱۹۸۵ | در حال خدمت |